# Scară termometrică
Scările de temperatură (sau scările termometrice sau scalele de temperatură) sunt modalități empirice de a măsura cantitativ temperatura. Scările empirice, de orice natură, măsoară cantitatea de energie absorbită, cedată sau transferată, sub forma sa de transfer energetic numită căldura, în relația cu un parametru și obiect fix, termometrul. Nu există măsurări și scale de natură absolut „corectă”, întrucât toate scările termometrice sunt convenții, de natură mai mult sau mai puțin corectă din punct de vedere științific. De aceea, în chip inerent, scalele termometrice variază.
Temperatura absolută, precum în starea termometrică Kelvin, este temperatura termodinamică, fiind clar legată de principiul Zero al termodinamicii.

## Descriere formală
Echilibrul termic este, conform principiului de zero al termodinamicii, o relație de echivalență. Ca atare, toate sistemele termodinamice pot fi divizate conform unei clase de echivalență, notată aici cu M. Presupunând că setul M are cardinalitatea de c, atunci se poate construi o funcție injectivă de tipul  ƒ: M → R , prin care orice sistem termodinamic va avea un număr asociat cu acesta, astfel încât dacă și numai dacă două sisteme termodinamice au aceeași valoare, atunci acestea vor fi la echilibru termodinamic. Cele de mai sus descriu proprietatea specifică a temperaturii de a avea atașată un set de valori care constituie o scală de temperatură.
Din punct de vedere practic, orice scară termometrică este bazată întotdeauna pe o singură proprietate fizică a unui sistem termodinamic simplu, numit termometru. Acesta este definit de funcția sa de măsurare a variației stării termodinamice a sistemului pe care îl măsoară și cu care se află la echilibru termic. Astfel de scări termometrice se numesc scale termometrice empirice.
Cel de-al doilea principiu al termodinamicii oferă o definire naturală și fundamentală a temperaturii termodinamice, pornind de la punctul de zero absolut, 0 K sau - 273,16 C. Astfel, o scară pentru temperatura absolută s-a realizat foarte similar cu celelalte scale empirice de temperatură.

## Scala gazului ideal
Când presiunea se apropie de zero, toate gazele reale se comportă aidoma gazului ideal.  
{\displaystyle T={1 \over nR}\lim _{p\to 0}{pV}.}
Gazul ideal reprezină un fel de „scală termometric mixtă”. Se bazează pe proprietățile universale al unul gaz, ceea ce prezintă un avantaj major față de o substanță oarecare. Are, desigur, o componentă masiv empirică din moment ce pune gazul într-o poziție caracteristică de aplicabilitate limitată. Totuși, o caracteristică importantă a gazului ideal este acuratețea reprezentării sale pe scala termodinamic, atunci când este definit corect.

## Scale și conversii între diverse scale termometrice

### Scala Celsius
Informații suplimentare: Scară de temperatură Celsius

### Scala Fehrenheit
Informații suplimentare: Scara de temperatură Fehrenheit

### Scala Kelvin
Informații suplimentare: Scara de temperatură Kelvin

### Scara Rankine
Informații suplimentare: Scară de temperatură Rankine

### Scala Reamur
Informații suplimentare: Scară de temperatură Réaumur

### Scara internațională (din 1990)
Informații suplimentare: Scara Internațională de Temperatură din 1990

## Alte articole
- Celsius
- Echilibru termodinamic
- Gaz
- Kelvin
- Temperatură
- Temperatură absolută